# AEG PE
AEG PE – niemiecki samolot myśliwski z okresu I wojny światowej.

## Historia
Samolot został opracowany w wytwórni AEG, jako kolejna konstrukcja samolotu dla lotnictwa niemieckiego. Nowością w samolocie było opancerzenie kadłuba oraz wykonanie konstrukcji płatów z rurek duraluminiowych. Stąd bierze się jego nazwa PE, co jest skrótem od niemieckiej nazwy Panzer-Einsitzer (pol. Pancerny- jednomiejscowy).
Samolot miał typową konstrukcję dwupłata, przy czym konstrukcja kadłuba była z drewna, lecz pokryty był on blachą. Natomiast konstrukcja płatów wykonana była z rurek duraluminiowych i kryte były płótnem. 
Po poddaniu go próbom fabrycznym niemiecki Inspektorat Wojsk Powietrznych odrzucił jednak samolot, gdyż, jak stwierdzono, nie spełniał on warunków walki z samolotami myśliwskimi przeciwników. Zaniechano wtedy dalszych prac nad tą konstrukcją, lecz stał się on podstawą do budowy samolotu piechoty AEG DJ.I.

## Użycie w lotnictwie
Prototyp samolotu AEG PE był używany tylko do prób fabrycznych. 

## Opis techniczny
Samolot AEG PE był trójpłatem o konstrukcji mieszanej. 
Kadłub miał konstrukcję drewnianą, kratownicową, krytą był blachą. Płaty miały konstrukcję wykonaną z rurek duraluminiowych i były kryte płótnem. W kadłubie w przedniej części mieścił się silnik widlasty, a za nim jednomiejscowa kabina pilota. W kadłubie umieszczono również dwa zsynchronizowane ze sobą karabiny maszynowe kal. 7,92 mm oraz cztery uchwyty na małe bomby lotnicze. 
Podwozie było stałe, klasyczne z płetwą ogonową. 
Napęd stanowiły silnik widlasty, 8-cylindrowy, o teoretycznej mocy 195 KM. 